# Dalbe (Lettland)

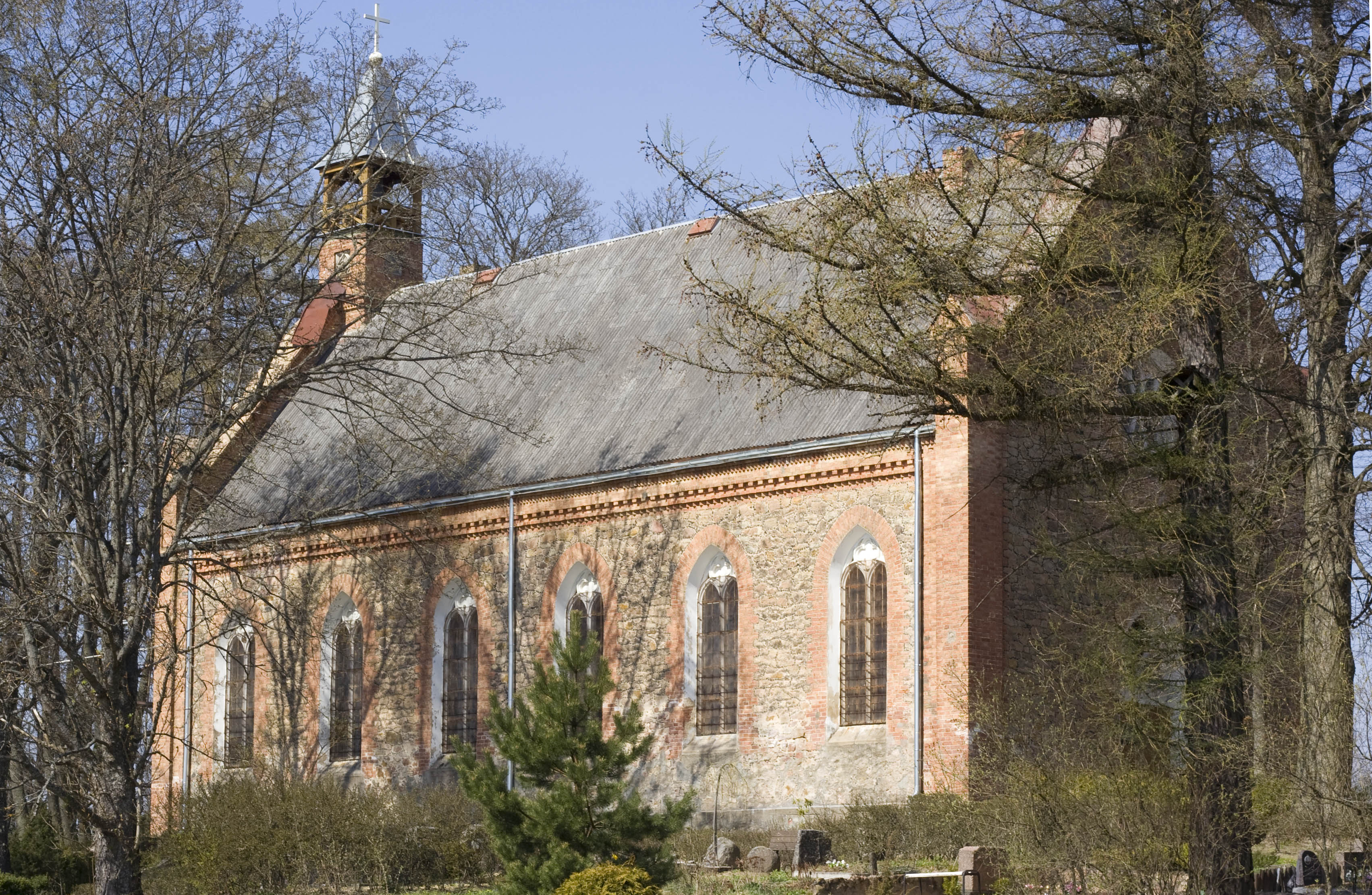
Evangelisch-lutherische Kirche zu Dalbe

Dalbe (deutsch Dalbingen) ist ein Dorf in der Region Semgallen in Lettland am Fluss Misa und befindet sich etwa 28 km von der Hauptstadt Riga und 14 km von der Stadt Jelgava entfernt.

## Geschichte
Anfang des 13. Jahrhunderts wurde Kurland durch den Schwertbrüder- und den Deutschritterorden unterworfen und die westlichen sowie nördlichen Siedlungsgebiete der baltischen Volksstämme Selen, Semgallen, Lettgallen und Teile der südlichen Siedlungsgebiete der Liven gingen nach der Unterwerfung in die neue Ethnie von Letten auf. Unter der neuen Herrschaft wurden deutsche Städte gegründet und das Dorf Dalbe erhielt den deutschen Ortsnamen „Dalbingen“.
Im Jahr 1386 bekam der Deutsche Orden mit der polnisch-litauische Union einen übermächtigen Gegner und durch den Zweiten Frieden von Thorn (1466) wurde der Ordensstaat geteilt. Das Dorf Dalbe blieb mit der Hauptstadt Riga unabhängig unter Leitung eines Landmeisters. Durch russische Angriffe in den Jahren 1502 und 1558 wurde der Livländische Krieg (1558–1582) eröffnet. Im Verlauf des Krieges unterstellten sich im Jahr 1561 die Ritterschaften, Kurland und Livland polnischer Oberhoheit. Dalbe lag nun bis zum Jahr 1795 im Einflussbereich von Polen-Litauen im Herzogtum Kurland und Semgallen.
Aufgrund der Dritten Polnischen Teilung im Jahr 1795 kam Kurland zum Russischen Reich. Die Bewohner von Dalbe wurden nun Teil des russischen Staatsgebietes und lebten bis zum 19. Jahrhundert als Letten in ländlichen Gebieten als „Bauernvolk“ unter der Herrschaft der deutsch-baltischen Rittergutsbesitzer. Im Ersten Weltkrieg wurden Kurland und Semgallen im Jahr 1915 von der deutschen Armee besetzt und durch den Friedensvertrag von Brest-Litowsk aus dem russischen Staatsverband gelöst. Nach dem deutsch-sowjetischen Nichtangriffspakt und dem geschlossenen Umsiedelungsvertrag zwischen dem Deutschen Reich und Lettland wurden die Deutsch-Balten in den sogenannten „Reichsgau Wartheland“ umgesiedelt. Durch den Zweiten Weltkrieg unterstand Dalbe dem Reichskommissariat Ostland bis zur schrittweisen Rückeroberung durch die Rote Armee ab dem Sommer 1944.

## Verwaltung
Dalbe gehörte im Russischen Reich zum Gouvernement Kurland und war seit dem Jahr 2003 durch die Vereinigung mit der Gemeinde Cena (deutsch Zennhof) im Bezirk Ozolnieki (lettisch Ozolnieku novads) und dem gleichnamigen Hauptort Ozolnieki integriert. Im Jahr 2021 ging der Bezirk Ozolnieki im neu gebildeten Bezirk Jelgava (lettisch Jelgavas novads) auf.

## Sehenswürdigkeiten

### Kulturdenkmale
Die evangelisch-lutherische Kirche zu Dalbe wurde 1869 im neugotischen Stil anstelle einer vorher hier befindlichen Holzkirche erbaut. Das Außenmauerwerk besteht aus Felssteinen mit Backsteingliederung. An der Frontseite ist ein Kragturm mit einer Glocke aufgesetzt.
An die Kirche angrenzend befindet sich ein Friedhof aus der Zeit des Ersten Weltkrieges auf dem 19 russische und 40 deutsche Soldaten begraben wurden und der vom Volksbund Deutsche Kriegsgräberfürsorge in Zusammenarbeit mit den örtlich Behörden betreut wird.

## Verkehr
Das Dorf Dalbe hat einen Haltepunkt an der im Jahr 1868 eröffneten Bahnstrecke Riga–Jelgava und liegt an der Staatlichen Hauptstraße Autoceļš A8, welche die Hauptstadt Riga mit der litauischen Grenze bei Meitene verbindet. Mit der A8, die ein Teil der Europastraße 77 ist, hat das Dorf Dalbe Anschluss nach Russland über Estland oder in südlicher Fahrtrichtung nach Litauen, Polen, die Slowakei und Ungarn.

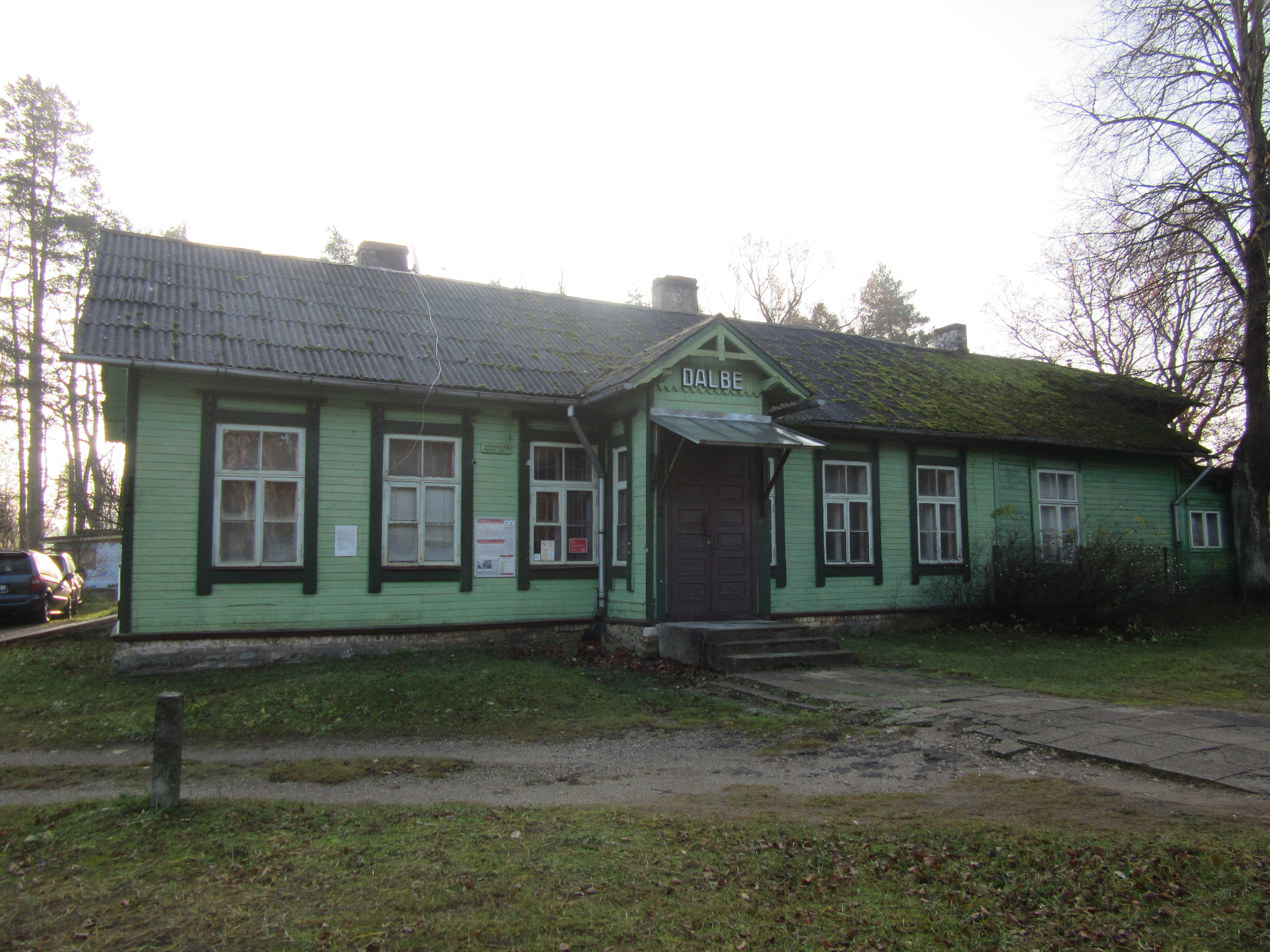
Haltepunkt Dalbe im Jahr 2021
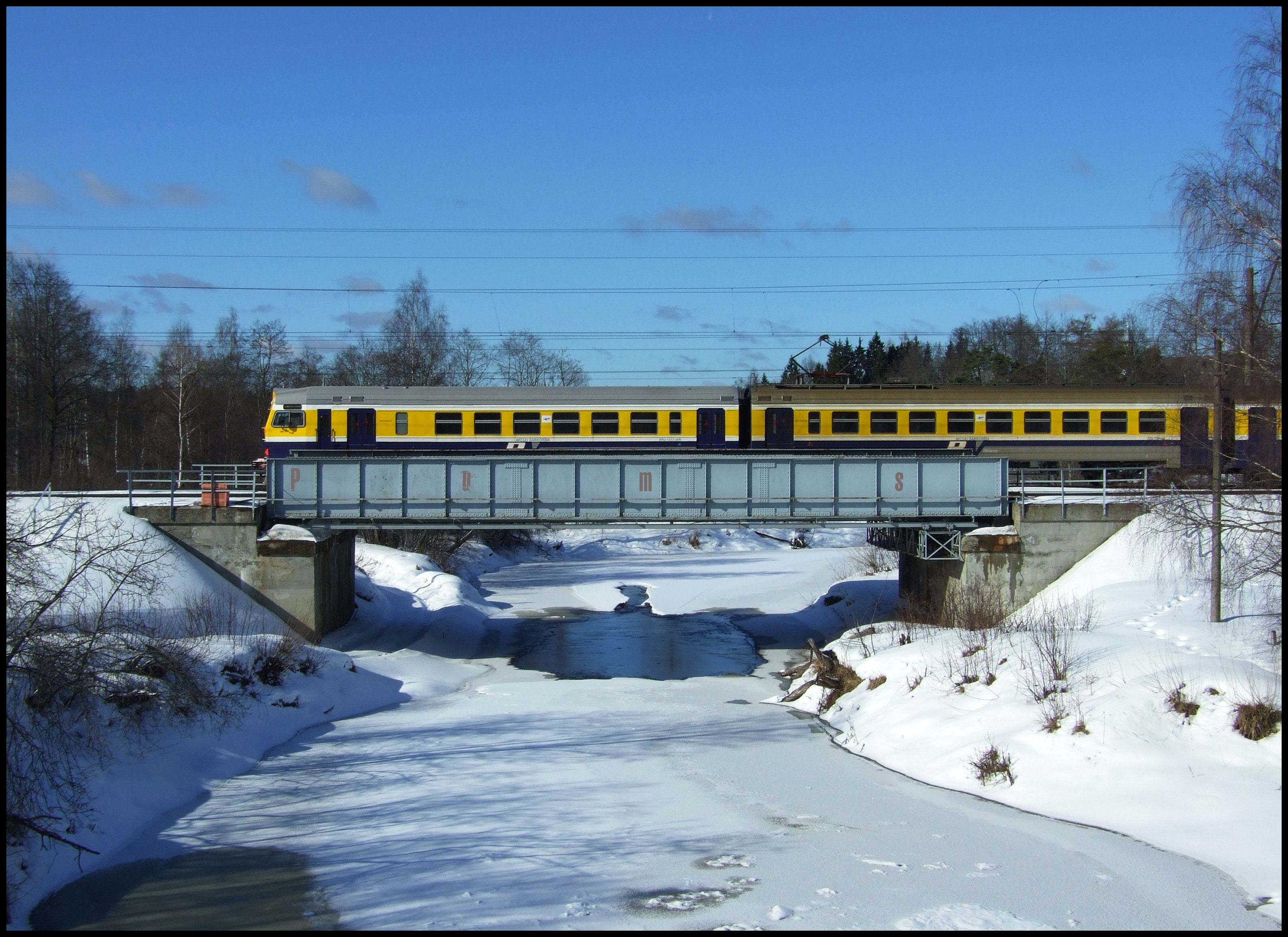
Eisenbahnbrücke über die Misa im Winter bei Dalbe
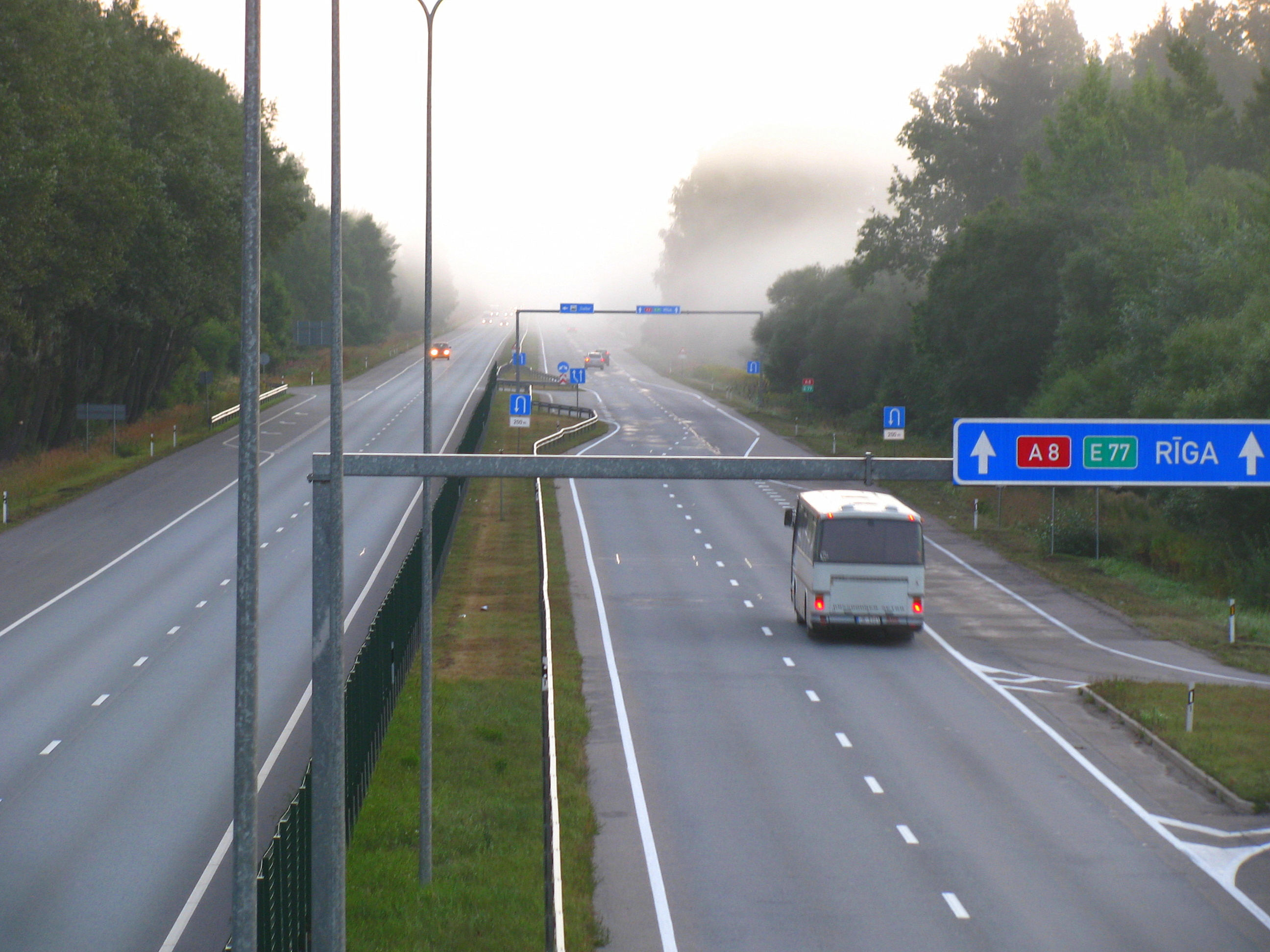
Autoceļš A8

## Persönlichkeiten
- Heinrich Hesselberg (1792–1848), deutsch-baltischer evangelisch-lutherischer Geistlicher